# Philarète Chasles
Victor Euphémion Philarète Chasles (8. oktober 1798 i Mainvilliers – 18. juli 1873 i Venedig) var en fransk kritiker.
Hans fader, der var en gammel jakobiner
og som divisionsgeneral havde spillet en rolle
under Revolutionen, opdrog ham efter
Rousseau’s Grundsætninger og satte ham 15 Aar gl
i Lære hos en Bogtrykker, der som ivrig
Jakobiner havde Del i en Sammensværgelse, blev
fængslet og trak den unge C. med sig i
Fængslet. Chateaubriand bevirkede hans Frigivelse,
han gik til England og beskæftigede sig her
1819-26 med ivrige Studier af den eng.
Litteratur. 1824 vandt hans Discours sur la vie et
les ouvrages de Jacques Auguste de Thou, og
1828 vandt hans Tableau de la marche et des
progrès de la langue et de la littérature du
XVIe siècle jusqu’en 1610 Akademiets Pris. Efter
sin Hjemkomst til Frankrig arbejdede han, ved
talrige Tidsskriftartikler, for en sund og
fordomsfri Kritik, blev 1837 ansat ved Bibliothéque
Mazarin og 1841 udnævnt til Prof. i nordiske
Sprog og Litt. ved Collège de France, hvilken
Post han beklædte til sin Død. C. var en
ualmindelig frodig Forf. Foruden en lang Række
Romaner, Noveller, Fortællinger af enhver Art,
Rejseskildringer osv., som kun havde ringe
Bet., skrev han nogle hist. Værker: Révolution
d’Angleterre; Charles I, sa cour, son peuple et
son parlement (1844); Oliver Cromwell, sa vie
privée, ses discours publics, sa correspondance
particulière (1847) o. a. Men størst Anseelse
opnaaede han ved sin mangeaarige
litterær-kritiske Virksomhed i Blade og Tidsskr som
Journal des Débats, Revue de Paris og Revue des
deux Mondes. Hans Kritik er spirituel og
ejendommelig, ofte præget af en Lyst til
Paradokser, der gaar over til Manér. De vigtigste af
sine Afhandlinger samlede han under Titlen:
Études de littérature comparée (1847 ff.,
efter hans Død afsluttet 1877); heraf kan
specielt nævnes: Études sur l’antiquité (1847),
Études sur le XVIe siècle en France (1848),
Études sur l’Espagne, Études sur le XVIIIe siècle
en Angleterre, Études sur Shakespeare, Marie
Stuart et l’Arétin, Études sur les hommes et
les mœurs au XIXe siècle, Études sur
l’Allemagne og Études contemporaines. Efter hans
Død udkom L’antiquité (1875), La psychologie
sociale des nouveaux peuples (1875) og hans
Mémoires (1876-77, 2 Bd), der skuffede de store
Forventninger, men dog rummer meget vigtigt
Materiale. C. har tillige udg. Overs. fra Latin
og Engelsk. Hans store Belæsthed og Kendskab
til fremmed Litt., navnlig eng., udbredte det
alsidige Litteraturkendskab i Frankrig. Hans
Kritik er noget løs, lunefuld og springende, men
samtidig velgørende fri for System og Teori.